# Lieser (Drau)
Die Lieser ist ein rund 50 km langer Fluss in Kärnten.

## Geographie

### Verlauf
Sie entspringt im hinteren Pöllatal (Lieserursprung) in der Hafnergruppe, durchfließt zunächst das Pöllatal (Naturschutzgebiet Inneres Pöllatal (Listeneintrag)) und im Anschluss das Katschtal, bevor sie bei Gmünd die Malta aufnimmt. Von da an durchfließt sie das Liesertal, nimmt das Wasser des Millstätter Sees auf und mündet schließlich unterhalb von Spittal in die Drau.

### Zuflüsse
Von der Quelle zur Mündung (Auswahl).
- Torbach, von links
- Moareisigbach, von rechts
- Eisigbach, von rechts
- Lasörnbach, von rechts gegenüber Pölla
- Goslitzbach, von rechts vor Oberdorf
- Fallbach, von links in Oberdorf
- Wolfsbach, von rechts bei St. Peter
- Katschbach, von links bei St. Georgen
- Laußnitzbach, von links nach Aschbach
- Hochfeldbach, von links bei Pleschberg
- Schieferbach, von links
- Burgstallbach, von rechts bei St. Nikolai
- Krems, von links bei Kremsbrücke
- Leobenbach, von links bei Leoben
- Nöringbach, von links bei Eistratten
- Drehtalbach, von rechts
- Malta, von rechts in Gmünd
- Landfraßbach, von links in Landfraß
- Radlbach, von rechts bei Trebesing
- Rachenbach, von rechts bei Rachenbach
- Steinbrückenbach, von rechts vor Lieserhofen
- Seebach, von links bei Seebach; ist Abfluss des Millstätter Sees

## Bedeutung
Die Lieser wurde im Jahr 1072 (ubi Lisara influit fluvium Tra) erstmals urkundlich erwähnt.
Der Name gehört zum ältesten Namensgut Kärntens, da Flüsse in alter Zeit das wichtigste Orientierungsmittel waren. Die Deutung ist unsicher. Er könnte vom indogermanischen *(E)Lesura abgeleitet sein, das Liebental bedeutet. Alternativ wären auch eine Herleitung über urindogermanisch *leiH- für „gießen“ oder *leih2- „aufhören, schwinden“ möglich. Aber auch ein germanischer Ursprung über althochdeutsch lesa für „Runzel“ oder mittelhochdeutsch leise mit der Bedeutung „Spur, Geleise“ sind nicht auszuschließen.
Die Lieser bildet auf ihrer ganzen Länge die Grenze zwischen den Nockbergen, dem südwestlichen Teil der Gurktaler Alpen und Hohen Tauern. Ihr Einzugsgebiet deckt sich im Oberlauf weitgehend mit dem früheren Gerichtsbezirk Gmünd. Der gesamte Verlauf ist als Fischwasser nutzbar.

## Durchflussmenge
Die Durchflussmengen für den Zeitraum 1991 bis 2020 betragen:
| Messstation     | Einzug km² | MJNQ m³/s | MQ m³/s | HQ100 m³/s | max HQ m³/s | Jahr |
| --------------- | ---------- | --------- | ------- | ---------- | ----------- | ---- |
| Gries           | 45,20      | 0,300     | 1,180   | 110        | 60          | 1966 |
| Gmünd           | 348,80     | 1,320     | 6,780   | 280        | 190         | 1966 |
| Spittal (Fasan) | 905,20     | 5,020     | 17,560  | 500        | 400         | 1965 |

### Überschwemmungen
Am 11. September 1903 gab es ein sehr schweres Gewitter mit Regen, Schnee und Stürmen insbesondere im Malta- und Liesertal. Vor dem „Blauen Tumpf“ im Maltatal staute eine Mure den Maltabach. Daraus entwickelte sich eine Wasser- und Gerölllawine, die entlang der Lieser enorme Schäden verursachte und 13 km der Gmündner Straße zerstörte. Sowohl die Brücke in Lieseregg als auch in Seebach wurden zerstört. Das Ereignis wurde vom Mundartdichter Franz Podesser aus Tangern im Epos „Die große Gieß“ beschrieben. Die Katastrophe führte 1904 zur Lieserregulierung zwischen Grud und Seebach. Die neue Straße nach Gmünd wurde erst im November 1905 eröffnet. Der provisorische „Kirchsteig“ bei Lieseregg von 1904 bestand bis 1956, als eine Betonbrücke errichtet wurde.
Ein Hochwasser des Jahres 2009 führte zu Schäden an der Landesstraße nach Innerkrems und an der Katschberg Bundesstraße durch den Kremsbach:

## Wildwassersport
Ihr unterer Lauf im Liesergraben, der den Millstätter See-Rücken durchschneidet, ist eine anspruchsvolle Wildwasserstrecke für Kanufahrer. 1960 gab es hier die ersten Kajak-Bewerbe. 1961 wurde in der Sportgemeinschaft Spittal die Sektion Kanu gegründet. 1963, 1965 und 1977 wurden Kanu-Weltmeisterschaften an diesem Lieserabschnitt ausgetragen. 1992 wurde die Lieser-Kanu-Schule gegründet. Durch die unmittelbar am Fluss entlangführende Straße war die Strecke für Zuschauer sehr gut einsehbar. Die Infrastruktur für Kanu-Bewerbe gibt es nicht mehr, doch noch immer befahren Kanuten aus dem In- und Ausland den Fluss.

## Kraftwerksprojekt
Die im März 2010 bekanntgewordenen Pläne für ein Kraftwerksprojekt – geplant ist eine Wasserfassung in Lieserbrücke mit einer Rohrleitung in der Bundesstraße B99 und ein Kraftwerk beim Marienheim – riefen Proteste bisheriger Nutzer (Fischer, Paddler) hervor, die eine „Interessengruppe Lieser“ gründeten.

## Verkehr
Das Liesertal wird von der durchführenden Tauernautobahn (A10) stark geprägt.
Bahnverbindungen wurden niemals realisiert. Vor 1900 wurde überlegt, die neu zu bauen Alpentransversale Salzburg–Villach–Triest durch das Liesertal zu führen. Diese wurde dann aber über die westlichere Linie Gasteinertal – Mölltall errichtet.
Weiters gab es bereits konkrete Pläne und eine behördliche Bewilligung für eine schmalspurige Bahnstrecke Spittal an der Drau–Gmünd – auch deren Bau kam nicht zustande.